# Raión de Astara
Astara es uno de los cincuenta y nueve raiones en los que subdivide políticamente la República de Azerbaiyán. La capital es la ciudad de homónima.

## Territorio y población
Comprende una superficie de 616 kilómetros cuadrados, con una población de 89 486 personas y una densidad poblacional de 140 habitantes por kilómetro cuadrado.